# История антисемитизма во Франции
История антисемитизма во Франции охватывает период со времён Римской империи до конца XX века; по современной ситуации, см. статью «Антисемитизм во Франции».

## Римская Галлия
Дата начала еврейского присутствия в Римской Галлии (южной части современной Франции) неизвестна. Галлия находилась под властью Римской империи с 122 г. до н. э. Евреи расселялись, мигрируя к окраинам империи, после разрушения Второго Храма в 70 г. н. э., и ещё больше после восстания Бар-Кохбы и разрушения Иерусалима.
Однако только в IV веке появились надежные документы о присутствии евреев в Галлии. Не все они были родом из Иудеи, часть была обращена евреями, живущими в диаспоре. По мере христианизации Римской империи, с 313 г., началось введение ограничений для евреев, что усилило эмиграцию, особенно в Галлию, которая была наименее христианизирована. Численность еврейских поселений была небольшой; в основном они располагалась вдоль побережья, например, в Нарбоне и Марселе, а также в долинах рек и близлежащих населенных пунктах, простираясь до Клермон-Феррана и Пуатье.
Евреи в Галлии имели определённые права, вытекающие из Эдикта Каракаллы, изданного в 212 г. римским императором Каракаллой для всех жителей Империи, и включали в себя свободу вероисповедания, возможность занимать государственные должности и служить в армии. Евреи занимались всеми видами торговли и внешне мало отличались от других римских граждан, одеваясь и говоря на том же языке. Даже в синагоге использовался не только иврит. Отношения с романизованными галлами были ровными.

## Средневековье

### При Меровингах
После Падения Западной Римской империи с V по VIII век регионом правила франкская династия Меровингов; первое время при этом формально сохранялась преторианская префектура Галлии. Императоры Восточной Римской империи Феодосий II и Валентиниан III направили Аматию, префекту Галлии, указ от 9 июля 425 г., запрещавший евреям и язычникам заниматься юриспруденцией или занимать государственные должности. Это было сделано для того, чтобы христиане не подчинялись иноверцам, склонным, как считалось, злоупотреблять такой властью.
Франкский король Хлодвиг I крестился в 496 г., превратившись в союзника и защитника церкви. Христианизация франкской Галлии постепенно усиливала дискриминационное давление на евреев, отчасти вызванное опасениями религиозного влияния с их стороны. Известно, что ряд епископов предложили евреям в своих диоцезах выбор между крещением и изгнанием.
Вместе с тем, череда вселенских соборов последовательно уменьшала права евреев. На Эльвирском соборе (305 г.), Ванском соборе (465 г.), трёх Орлеанских соборах (533 г., 538 г., 541 г.), и Клермонском соборе (535 г.), церковь запретила евреям есть вместе с христианами и заключать смешанные браки, а также запретила празднование Шаббата; целью всех этих мер считается уменьшение влияния иудаизма на население. Наконец, в 633 г. Дагоберт I потребовал от евреев креститься или покинуть Францию.

### При Капетингах
Начиная с 1007 г., во Франции были широко распространены гонения на евреев. Эти преследования, спровоцированные Робертом II (972—1031), королем Франции (987—1031), прозванным «Благочестивым», описаны в дошедшем до нас памфлете на иврите, где также говорится, что король Франции сговорился со своими вассалами уничтожить на их землях всех иудеев, не принявших крещения, и многие были преданы смерти или совершили самоубийство. Роберту приписывают пропаганду насильственного крещения евреев, находившихся под его властью, и массовые избиения отказавшихся. Роберт Благочестивый широко известен своей религиозной нетерпимостью и ненавистью к тем, кого считал еретиками; именно Роберт восстановил римский имперский обычай сжигать еретиков на костре. В Нормандии при Ричарде II, герцоге Нормандском, в 1007 г., еврейство Руана подвергалось гонениям, и многие женщины, спасаясь от ярости толпы, прыгали в реку и тонули. Известный еврей города, Иаков бен Иекутиэль, знаток Талмуда, смог добраться до Рима и ходатайствовать перед папой римским Иоанном XVIII, чтобы остановить насилие. Папа отправил специального посланника к королю Роберту, приказав ему прекратить преследования.
Когда в Иерусалиме мусульманами в 1009 г. был разрушен Храм Гроба Господня, и новости об этом достигли Европы, клюнийский монах Рауль Глабер обвинил в разрушении евреев. В том же году Алдуин, епископ Лиможский, предложил евреям своей епархии выбор между крещением и изгнанием. В течение месяца богословы вели диспуты с евреями, но без особого успеха: только трое или четверо евреев отреклись от своей веры; другие покончили с собой; остальные либо бежали, либо были изгнаны из Лиможа. Подобные изгнания имели место и в других французских городах. Рауль Глабер утверждал в 1030 г., что орлеанские евреи отправили на восток через нищего письмо, которое спровоцировало приказ халифа о разрушении Храма Гроба Господня. Глабер добавляет, что после «раскрытия преступления» повсюду было объявлено об изгнании евреев: одних изгоняли из городов, других предали смерти, а некоторые покончили с собой. Со слов Глабера, лишь немногие евреи остались в «римском мире», что, очевидно, является преувеличением, но отражает сам факт гонений, о которых упоминает и Адемар Шабанский.
Известно о всплеске ненависти к евреям около 1063—1065 гг. Папа Александр II в письме 1063—1064 гг. вступался за евреев Испании, которых часть христиан хотела истребить во время Реконкисты. Он написал Беренгеру, виконту Нарбонны, и Гифреду, архиепископу Нарбонны, хваля за то, что они предотвратили резню евреев в их округе, и напоминая им, что Бог не одобряют пролития крови. В том же году папа увещевал Ландульфа VI, князя Беневенто, «что обращение евреев не может быть достигнуто силой».

### Крестовые походы
Евреи Франции пострадали во время Первого крестового похода (1096 г.), когда, как утверждается, крестоносцы, например, заперли евреев Руана в церкви и перебили их без различия возраста и пола, щадя лишь тех, кто принял крещение. Согласно источнику на иврите, евреи по всей Франции в то время были в большом страхе и писали своим братьям в Рейнской области, сообщая им о своем ужасе и прося их поститься и молиться.
В Рейнской области крестоносцы перебили тысячи евреев, устроив масштабные погромы. Эта резня, также известная как Германский крестовый поход 1096 г., представляла собой серию массовых убийств евреев, совершенных толпами христиан Германии и Восточной Франции. При этом были уничтожены еврейские общины в Шпайере, Вормсе и Майнце. Эти массовые убийства считаются первыми в череде массовых антисемитских нападений в Европе, кульминацией которых стал Холокост. Среди видных лидеров крестоносцев, участвовавших в массовых убийствах, были Петр Пустынник и особенно граф Эмичо.
В графстве Тулуза отношение к евреям до альбигойского крестового похода 1209—1229 гг. было сравнительно хорошим. Терпимость и благосклонность, проявляемые к евреям, были одной из главных претензий Римской церкви к графам Тулузским. После успешных войн крестоносцев против Раймонда VI и Раймонда VII графы были обязаны дискриминировать евреев, как и другие христианские правители. В 1209 г., раздетый до пояса и босой, Раймунд VI был вынужден поклясться, что больше не позволит евреям занимать государственные должности. В 1229 г. его сын Раймонд VII прошел аналогичную церемонию, на которой он был обязан запретить работу евреев на общественных должностях, на этот раз в соборе Нотр-Дам в Париже. Четкие положения по этому поводу были включены в Парижский договор (1229 г.). После этого, как пишет историк Майкл Костон, организованное и официальное преследование евреев стало нормальной чертой жизни на юге Франции, поскольку церковь стала достаточно могущественной, чтобы настаивать на применении мер дискриминации.
Французская инквизиция, изначально созданная для подавления ереси катаров, постепенно занялась крещёными евреями Южной Франции. В марте 1273 г. папа Григорий X сформулировал следующие правила: крещёные евреи, вернувшиеся к иудаизму, а также христиане, отрекшиеся от своей веры в пользу «еврейского суеверия», должны были рассматриваться инквизиторами как еретики. Около 1276 г. несколько евреев, вернувшихся к вере отцов, были сожжены по приказу папы Николая III. В 1288 г. 13 евреев было сожжено в Труа как еретики. В 1310 г. зафиксировано сожжение еврея, вернувшегося в иудаизм, на аутодафе в Париже.

### Изгнания и возвращения
Практика изгнания евреев с конфискацией их имущества и последующим временным возвращением за выкуп использовалась в средние века для обогащения короны, в том числе при следующих изгнаниях:
- из Парижа Филиппом II Августом в 1182 г.
- из Вьенны по приказу папы Иннокентия III в 1253 г.
- из Бретани в 1240 г.
- из Пуату в 1249 г.
- из всей Франции Людовиком IX в 1254 г.
- Эдуардом I Английским из Гаскони в 1288 г.
- из Анжу и Мэна в 1289 г.
- из Невера в 1294 г.
- из Ньора в 1296 г.
- из королевских земель Филиппом IV в 1306 г.
- Карлом IV в 1322 г.
- Карлом V в 1359 г.
- Карлом VI в 1394 г.

В 1182 г. Филипп II Август изгнал евреев из Франции и снова вернул их в 1198 г. В 1306 г. казна была почти пуста, и король Филипп IV приговорил евреев к изгнанию, насильно завладев их имуществом, недвижимым и личным (что через год проделал и с Орденом Тамплиеров). Дома, земли и движимое имущество евреев были проданы с аукционов; любые ценности, найденные зарытыми в жилищах, принадлежавших евреям, также считались собственностью короля. Людовик X (1314—1316) указом от 28 июля 1315 г. разрешил евреям вернуться на двенадцать лет, позволив поселиться в городах, в которых они жили до изгнания.
17 сентября 1394 г. Карл VI неожиданно издал ордонанс, в котором объявил, что впредь ни один еврей не должен проживать в его владениях. Согласно Мишелю Пинтуану, король подписал этот указ по настоянию королевы. Перед исполнением ордонанса евреям была предоставлена отсрочка, чтобы они могли продать свое имущество и заплатить свои долги. Должникам предписывалось погасить свои обязательства в установленный срок; в противном случае евреи должны были продать свои залоги. Прево должен был сопровождать евреев к границе королевства. Впоследствии король разрешил христианам не возвращать долги евреям.

### Чёрная смерть
Чума, называвшаяся «Чёрная смерть», опустошила Европу в середине XIV века, уничтожив более половины населения. Вина за это часто возлагалась на евреев. Распространялись слухи, что евреи вызвали болезнь, преднамеренно отравив колодцы. Сотни еврейских общин были физически уничтожены в ходе погромов во время чумы, в частности, на Пиренейском полуострове и в Германской империи. «Несмотря на то, что сами евреи также не имели иммунитета от губительного действия чумы, их пытали до тех пор, пока они не признавались в преступлениях, которые никак не могли совершить». В одном из таких случаев человека по имени Агимет заставили «признаться», что раввин Пейре из Шамбери приказал ему отравить колодцы в Венеции, Тулузе и других местах.
Первое массовое убийство евреев, непосредственно связанное с чумой, произошло в апреле 1348 г. в Провансе, в Тулоне, где был разграблен еврейский квартал, а 40 евреев были убиты. В 1349 г. массовые убийства и преследования распространились по Европе, включая резню в Эрфурте, резню в Базеле, погромы в Арагоне и Фландрии. Хотя Папа Климент VI и пытался защитить евреев папской буллой от 6 июля 1348 г., а затем ещё одной буллой в том же году, 14 февраля 1349 г., в День святого Валентина, в ходе резни в Страсбурге, ещё не поражённом чумой, сотни евреев были сожжены заживо, за исключением согласившихся креститься. Уцелевшие евреи были изгнаны, их имущество поделено горожанами Страсбурга. Климент VI осудил расправу и сказал, что обвинители евреев (в том числе флагелланты), были «соблазнены этим лжецом, Дьяволом».

## Старый режим (с XVI в. до Революции)
Старый режим — политическая и социальная система Французского королевства с позднего средневековья до Французской революции 1789 г. В преддверии революции еврейское население Франции составляло от 40 000 до 50 000 человек, в основном в Бордо, Меце и нескольких других городах. У них были очень ограниченные права и возможности, кроме ростовщического бизнеса, хотя их статус был легальным.
Евреи жили в основном на периферии страны: на юго-западе, юго-востоке и северо-востоке в условиях, унаследованных от средневековья; в Париже проживало лишь около 400 евреев. Одной из главных проблем общины было сохранение права на жительство. Это требовало значительных выплат различным правителям, что осложнялось разделением власти между королем и местными сеньорами. Взамен евреям разрешалось жить в определённых местах и заниматься определённым ограниченным кругом занятий, в первую очередь ростовщичеством и продажей подержанных товаров. Евреев терпели как чужеродную группу, имевшую собственное самоуправление, параллельное окружающему общественному порядку, но не совсем интегрированное в него. Община управлялась в рамках традиционного еврейского права — Галахи. Евреи имели право исповедовать свою религию, сталкиваясь, однако, при этом с неприязнью. Евреи Эльзаса и Лотарингии были наиболее бесправными при Старом режиме. Венессенские евреи занимали промежуточное положение по своему статусу. Марраны юго-запада (переселившиеся из Испании и Португалии), в основном из Бордо, считались короной наиболее экономически полезными и имели право свободно перемещаться и торговать. Однако они долгое время не имели права называться евреями и именовались новохристианами; лишь после королевской патентной грамоты 1723 г. они получили право называться евреями, и многие из них стали открыто исповедовать иудаизм.

## Революционная Франция

### Накануне Революции
Среди французских просветителей Вольтер широко известен нападками на евреев в целом ряде работ. Самая длинная статья в его «Философском словаре» (1745) называется «Еврей», насчитывает 30 страниц и содержит, в числе прочих оскорблений, следующее обращение к евреям: «Вы — животные, которые умеют считать, постарайтесь стать животными, умеющими думать».
В 1770-х гг. большинство авторов Энциклопедии и других ведущих мыслителей Франции (за редкими исключениями), занимаясь защитой прав чернокожих жителей Антильских островов, гуронов Северной Америки и других народов, не стали ходатайствовать об освобождении своих непосредственных соседей, евреев Франции, вместо этого обвиняя и высмеивая их.
Против евреев Эльзаса (около 20 000 человек) были приняты суровые меры по патентным грамотам от 10 июля 1784 г.: ограничение числа евреев и их браков, экономические ограничения и другие меры.

### Революция и эмансипация
Во годы Великой Французской Революции решением Учредительного собрания от 27 сентября 1791 г. евреи получили равные права на гражданство во Франции. Позже была добавлена поправка, отменившая элементы автономного самоуправления еврейских общин, чтобы строго уравнять права евреев с правами всех остальных граждан Франции.

## При Наполеоне (1799—1814)
В начале XIX века благодаря своим завоеваниям в Европе Наполеон Бонапарт распространял модернистские идеи революционной Франции: равенство граждан и верховенство закона. Личное отношение Наполеона к евреям по-разному интерпретировалось разными историками, поскольку в разное время он делал заявления как в поддержку, так и против евреев. Ортодоксальный раввин Берл Вайн высказал предположение, что Наполеон был заинтересован в первую очередь в том, чтобы евреи ассимилировались, а не процветали как отдельная община: «Внешняя терпимость и справедливость Наполеона по отношению к евреям на самом деле основывались на его грандиозном плане добиться их полного исчезновения посредством тотальной ассимиляции, смешанных браков и крещения».
С одной стороны, Наполеон выражал свою поддержку эмансипации евреев, призывал «отказаться от ростовщичества» и «сделать их хорошими гражданами». С другой стороны, в 1808 году он писал своему брату Жерому: «Я взялся реформировать евреев, но я не пытался дополнительно привлекать их в свои владения. Наоборот, я избегал делать что-либо, что могло бы выказать любое уважение к презреннейшим из всего человечества».

## При Третьей Республике (1870—1940)

### Антисемитская пресса
Три антисемитских издания возникли в период 1882—1885 гг., но просуществовали недолго: L’Anti-Juif, L’Anti-Sémitique и Le Péril sociale.
Французский политик и публицист Эдуар Дрюмон опубликовал в 1886 г. 1200-страничный антисемитский трактат «Еврейская Франция». Бестселлер своего времени, он был чрезвычайно популярен и выдержал 140 изданий за первые два года после первоначальной публикации. Книга даже породила собственный литературный жанр: по её образцу в 1887 г. были изданы «Еврейская Россия» Каликста де Вольски (псевдоним П. И. Рачковского) и «Еврейский Алжир» Жоржа Мейни, в 1900 г. «Еврейская Австрия» Франсуа Троказа, а в 1913 г. «Еврейская Англия» Дедала. Книга Дрюмона переиздавалась в 1938, 1986 и 2012 гг., а также в электронном виде в 2018 г.
Вдохновленные успехом книги, Дрюмон и Жак де Бье основали в 1889 г. «Антисемитскую лигу Франции». Лига организовывала демонстрации и беспорядки, активно участвовала в деле Дрейфуса. Одним из её лидеров был Жюль Герен, редактировавший антидрейфусарскую еженедельную газету «Антиеврей», официальный печатный орган Антисемитской лиги, с 1898 по 1899 гг.
Количество подписчиков «Международного обзора тайных обществ», которым руководил сначала Эрнест Жуэн, а затем Канон Шефер, лидер «Свободной католической лиги», выросло с 200 в 1912 г. до 2000 в 1932 г. В издании участвовал католический журналист Леон де Понсен, пропагандист теорий заговора и корреспондент многих газет (в том числе Le Figaro Франсуа Коти и «Друзей народа» с подзаголовком «Еженедельный журнал расистских действий против оккультных сил»). В последнем издании участвовал также оккультист Пьер Вирион, который после 2-й мировой войны основал ассоциацию вместе с генералом Вейганом, министром обороны правительства Виши, а позже внедрял расистские законы в Северной Африке.
Le Grand Occident («Великий Запад»), которым руководили антидрейфусары Люсьен Пемжан, Жан Дро и Альбер Моннио, издавался в 1934 г. тиражом в 6000 экземпляров. Le Réveil du peuple («Пробуждение народа»), орган «Свободного фронта» Жана Буасселя, с которым сотрудничали Жан Дро и Урбен Гойе, распространил в 1939 г. 3000 экземпляров. Основанная Эдуаром Дрюмоном La Libre Parole («Свободная речь»), прекратившая публиковаться в 1924 г., снова была запущена в 1928—1929 гг., но без коммерческого успеха, затем возобновлена с 1930 г. Анри Костоном (псевдоним — «Жорж Виребо»), который руководил ею до войны. Для газеты писали многие известные антисемиты, в том числе Жак Плонкар, Жан Дро, Анри-Робер Пети, Альбер Моннио, Матье Дегей, Луи Турнейр и Жак Дитте. Ежемесячный журнал с тем же названием распространялся среди 2000 подписчиков.
Другие антисемитские издания были менее регулярными, например, La France Réelle, близкое к «Французскому действию»; L’Ordre National, близкое к антикоммунистической и антисемитской террористической группе «Кагуляры», финансируемой Эженом Шуэллером, основателем L’Oréal; профашистская L’Insurge.

### Панамский скандал
Панамский скандал — коррупционный скандал, разразившийся во Франции 1892 г. и связанный с неудачной попыткой французской компании построить канал через Панаму; считается крупнейшим коррупционным скандалом XIX века. Было потеряно около полумиллиарда франков. Члены французского правительства брали взятки, чтобы молчать о финансовых проблемах компании Панамского канала.
Ханна Арендт писала в своей работе «Истоки тоталитаризма», что это дело имело огромное значение в развитии французского антисемитизма из-за участия двух евреев немецкого происхождения, барона Жака де Райнаха и Корнелиуса Герца. Хотя они не были среди подкупленных членов парламента или в правлении компании, по словам Арендт, они отвечали за раздачу взяток. Шантаж Герца в конечном итоге довел Райнаха до самоубийства. Но перед смертью Райнах передал антисемитской газете Эдуарда Дрюмона «Свободная речь», в обмен на сокрытие своей роли в деле, список подкупленных членов парламента. За одну ночь эта история превратила «Свободную речь» из мелкой газеты в одно из самых влиятельных изданий страны. Список виновных публиковался каждое утро небольшими порциями, так что сотням политиков приходилось месяцами жить в напряжении. Как пишет Арендт, этот громкий скандал, поскольку среди виновных оказались евреи, помог проложить путь к делу Дрейфуса.

### Дело Дрейфуса
Дело Дрейфуса началось в декабре 1894 г., когда капитан Альфред Дрейфус эльзасского еврейского происхождения был осужден за государственную измену. Он был приговорен к пожизненному заключению за то, что якобы сообщил немцам французские военные секреты, и был заключен в тюрьму на острове Дьявола во Французской Гвиане, где провёл почти пять лет, после чего был освобождён и к 1906 году реабилитирован.
На протяжении всего дела, антисемитизм оставался его важным фактором. Ещё до дела Дрейфуса, он проявился во время дела о буланжизме и Панамского скандала, но был ограничен интеллектуальной элитой. Дело Дрейфуса распространило ненависть к евреям во всех слоях общества, основы для чего заложил успех антисемитского трактата «Еврейская Франция» Эдуарда Дрюмона в 1886 г. Антисемитизм всё больше усиливался в связи с рядом юридических эпизодов и кампаний в прессе на протяжении почти 15-ти лет. Так антисемитизм был нормализован и приобрёл официальный статус во всех слоях общества. Кандидаты на выборах в законодательные органы, использовавшие антисемитские лозунги, пользовались успехом.

### Антисемитские беспорядки
13 января 1898 г. в газете «Орор» появилась знаменитая статья Эмиля Золя «Я обвиняю». За это публикацией и последующим судом над Золя последовали массовые антисемитские выступления, вспыхивавшие «почти каждый день». В течение января и февраля в 55 населенных пунктах было три волны насилия; эти и другие эпизоды составили всего 69 случаев антисемитских выступлений. Кроме того, с 18 по 25 января беспорядки происходили и во французском Алжире. Участники беспорядков бросали камни, скандировали лозунги, нападали на еврейскую собственность, а иногда и на евреев, и сопротивлялись попыткам полиции остановить их. Мэры призвали к спокойствию; к подавлению беспорядков привлекались войска, включая кавалерию.
Французский антисемитизм пустил прочные корни среди французской диаспоры в Алжире, где каждый муниципальный совет контролировался антисемитами, а газеты изобиловали ксенофобскими нападками на местные еврейские общины. В Алжире, когда Эмиль Золя предстал в 1898 г. перед судом за свою защиту Альфреда Дрейфуса в открытом письме «Я обвиняю», более 158 принадлежащих евреям магазинов были разграблены и сожжены, двое евреев были убиты, в то время как армия стояла рядом и отказалась вмешиваться.
Префекты или полиция в различных городах отмечали демонстрации в своих округах и связывали их с «кампанией, предпринятой в пользу экс-капитана Дрейфуса», или с «вмешательством месье Золя», или с самим судом над Золя, который, «похоже, вызвал антисемитские выступления». В Париже демонстрации в связи с судом над Золя были частыми и иногда сопряжёнными с насилием. Мартен дю Гар сообщал, что «людей с еврейскими чертами лица хватали, окружали и избивали обезумевшие юноши, которые танцевали вокруг них, размахивая пылающими факелами, сделанными из свернутых копий „Орор“».
Однако бурная реакция на дело Дрейфуса и особенно на суд над Золя была спонтанной лишь отчасти. В дюжине городов, включая Нант, Лилль и Гавр, на улицах появились антисемитские плакаты, и вскоре за этим последовали беспорядки. В Сент-Этьене плакаты гласили: «Подражайте своим братьям из Парижа, Лиона, Марселя, Нанта, Тулузы … присоединяйтесь к ним в демонстрации против закулисных нападений на нацию». В Кане, Марселе и других городах беспорядки последовали за антисемитскими речами или собраниями, такими как собрание, организованное «Комитетом защиты религии и общества» в Кане.

## Режим Виши
Во время Второй мировой войны правительство Виши сотрудничало с нацистской Германией для ареста и депортации большого количества как французских евреев, так и иностранных еврейских беженцев в концентрационные лагеря. К концу войны около 25 % еврейского населения Франции погибло в Холокосте.

### Ариизация
Ариизация была политикой насильственного изгнания евреев из общественной и деловой жизни в нацистской Германии и государствах Оси, а также на оккупированных ими территориях. Это подразумевало переход еврейского имущества в «арийские» руки. Процесс начался в 1933 г. в нацистской Германии с изъятия еврейской собственности и закончился Холокостом.
Этот термин также используется историками для обозначения ограбления французских евреев, осуществляемого совместно и одновременно немецкими оккупантами и режимом Виши. Ограбление последовало за законом от 22 июля 1941 г. правительства Виши, которое само последовало за ариизацией, проводимой немцами с осени 1940 г. в оккупированной зоне. С 1990-х гг. редко вспоминавшаяся тема грабежа еврейской собственности во Франции стала темой подробных исследований.
Ограбление евреев с самого начала была включено в миссию Генерального комиссариата по еврейским вопросам, созданного 29 марта 1941 г. и возглавляемого сначала Ксавье Валла, а затем Луи Даркье де Пельпуа. С лета 1940 г. разграблением еврейского имущества активно занимались и различные немецкие ведомства. Посол Отто Абец воспользовался массовым бегством населения в 1940 г. на юг Франции для кражи коллекций произведений искусства отсутствующих еврейских владельцев. В конце 1941 г. Германия наложила на французскую еврейскую общину непомерный штраф в размере одного миллиарда франков, который должен был быть выплачен, среди прочего, при продаже еврейской собственности и управлялся Фондом депозитов и консигнаций.
Историк Анри Руссо оценил количество ариизированных компаний в 10 000. Во время оккупации было назначено 50 000 управляющих еврейской собственностью. К 1940 г. 50 % еврейской общины были лишены привычных средств к существованию в соответствии с законами Виши, запрещающими им многие занятия, а также в соответствии с немецкими постановлениями.

### Пропаганда
«Евреи и Франция» — антисемитская пропагандистская выставка, проходившая в Париже с 5 сентября 1941 г. по 15 января 1942 г. во время немецкой оккупации Франции. Киноверсия выставки вышла во французских кинотеатрах в октябре 1941 г.
Выставка была организована и финансировалась пропагандистским подразделением немецкой военной администрации во Франции через Институт изучения еврейских вопросов (IEQJ), управлявшийся Гестапо, и привлекла около полумиллиона посетителей. Эта выставка была основана на работе профессора Джорджа Монтандона из Школы антропологии в Париже, автора книги «Как узнать еврея?», вышедшей в ноябре 1940 г. и претендовавшей на «научность».

### Антиеврейские законы
Антиеврейские законы, принятые правительством Виши в 1940—1941 гг., затронули как континентальную Францию, так и её заморские территории во время Второй мировой войны. С 11 июля 1940 года парламент больше не работал, и фактически эти законы были указами главы государства маршала Филиппа Петена, принятыми по его собственной инициативе.
22 июля 1940 г. режим Виши учредил специальную комиссию, которой было поручено пересмотреть все случаи натурализации после реформы закона о французском гражданстве 10 августа 1927 г. Закон предписывал лишать французского гражданства всех, кто получил его после этой даты.
Затем был издан закон от 3 октября 1940 г., определявший принадлежность к еврейству расовыми критериями, лишивший евреев гражданских прав и уволивший их со многих должностей. Он также запрещал евреям работать по определённым профессиям (учителями, журналистами, юристами и т. д.). Закон от 4 октября 1940 г. разрешал заключать иностранных евреев в концлагеря. Закон Виши от 7 октября 1940 г. отменил декрет от 24 октября 1870 г. и денатурализировал еврейское население Алжира.
Целью этих законов было лишение евреев права занимать государственные должности, причисление их к низшему разряду людей и лишение гражданства. Впоследствии многие евреи были собраны в концлагере Дранси, а затем депортированы для уничтожения в нацистских концентрационных лагерях.

### Облавы на евреев
Французская полиция провела многочисленные облавы на евреев во время Второй мировой войны, в том числе Облаву «Зеленый билет» в 1941 г., Облаву «Вель д’Ив» в 1942 г., в ходе которых было арестовано более 13 000 евреев, и облаву в Старом порту Марселя в 1943 году. Почти все арестованные были депортированы в Освенцим или другие лагеря смерти.

### Нападения на синагоги в Париже
В ночь со 2 на 3 октября 1941 г. шесть синагог в Париже подверглись нападениям и были повреждены взрывными устройствами. Приказ об этом отдал Гельмут Кнохен, главный комендант Полиции безопасности нацистской Германии во Франции. К терактам причастна и французская ультраправая политическая партия «Революционное социальное движение».

### Холокост
Между 1940 и 1944 гг. евреи в континентальной Франции и во французской Северной Африке, контролируемой Виши, подвергались преследованиям, арестам и депортации в нацистские лагеря смерти. Правительство вишистской Франции и французская полиция организовывали и проводили облавы на евреев. Преследование началось в 1940 г. и завершилось депортацией евреев из Франции в нацистские концентрационные лагеря в нацистской Германии и оккупированной нацистами Польше. Депортации начались в 1942 г. и продолжались до июля 1944 г. Из 330—340 тыс. евреев, преимущественно ашкеназов, находившихся в континентальной Франции в 1940 г., более 75 000 были депортированы в лагеря смерти, где было убито около 72 500 человек.
Спасение многих евреев Франции от этой участи связано с помощью укрывавших их деятелей как протестантской, так и католической церкви, ряда американских общественных организаций, а также многих отдельных лиц, семей и общин во Франции, среди которых наиболее известен городок Шамбон-сюр-Линьон. Израильским институтом катастрофы и героизма мемориала «Яд ва-Шем» 4206 спасителям евреев из Франции было присвоено почётное звание «праведники народов мира» (2-е место из 51 страны по числу известных на сегодня праведников мира).

## Вторая половина XX века

### Ультраправые в послевоенной Франции
В послевоенной Франции существовали организации неофашистского толка, антикоммунистические и антисемитские, стремящиеся к реабилитации режима Виши, в том числе: «Молодая нация» (основана в 1949 г., запрещена в 1959 г.), «Запад» (основан в 1964 г., запрещён в 1968 г.), Федерация национального и европейского действия (основана в 1966 г., запрещена в 1987 г.).
Чуть более умеренную позицию занимал Национальный фронт (основан в 1972 г., переименован в 2018 г.).
С середины 1980-х гг. во Франции распространяется ультраправая субкультура скинхедов-неонацистов; одним из их известных лидеров становится Серж Аюб, основатель движения «Националистическая революционная молодёжь».

### Поддержка французскими коммунистами СССР в «деле врачей»
В январе 1953 г. советская «Правда» сообщила об обвинении девяти врачей, шесть из которых были евреями. Их обвинили в том, что они довели до смерти видных советских деятелей неправильными диагнозами и лечением, а также планировали новые убийства; показания были добыты под пытками. В это время в советской прессе достигла кульминации борьба против «космополитизма и сионизма». Французские интеллектуалы-коммунисты организовали в Париже крупный митинг солидарности в поддержку официальной позиции СССР в «деле врачей». Многие из выступавших объясняли, что подозревать врачей в отравлении людей — нормально; один из них, врач еврейского происхождения, заявлял, что обвинения не абсурдны (хотя потом и сожалел о своих словах).

### Импорт палестино-израильского конфликта во Францию
В 1950-х и 1960-х гг. многие франкоговорящие евреи-сефарды эмигрировали во Францию из таких стран, как Алжир, Марокко и Тунис, получивших независимость в антиколониальных войнах против Франции. В Алжире борьба против Франции сопровождалась массовыми гонениями на евреев; кроме того, новые законы Алжира не давали немусульманам права на гражданство. В Марокко, Тунисе и окружающих арабских странах также возрос антисемитизм, усилившийся после Шестидневной войны 1967 г. между Израилем и рядом арабских стран. Почти все евреи в итоге покинули Северную Африку и другие арабские страны; многие из них переехали во Францию.
При этом, начиная с конца XX века, возрос и приток иммигрантов — мусульман, в том числе арабов из североафриканских стран, эмигрировавших во Францию по экономическим причинам, а также бегущих от гражданских войн в своих странах. Франция становится лидером Европы по доле мусульманского населения. Уровень их бедности и безработицы остался высоким, а уровень интеграции во французское общество — ограниченным. Для этой части общества, идентифицирующей себя с исламским миром и арабским миром, часто характерны негативное отношение к евреям и к Израилю.

### Ухудшение отношения к Израилю и евреям в 1967—1981 гг.
По окончании Алжирской войны в 1962 г. президент Шарль Де Голль, исчерпав конфликт с арабским миром, взял курс на восстановление и укрепление связей с ним, ослабление связей с США, Англией и НАТО, и улучшение отношений с Организацией Варшавского договора. В 1966 г. Франция выходит из НАТО, Де Голль посещает СССР и призывает США прекратить войну во Вьетнаме. В 1967 г., с началом Шестидневной войны, пострадали и израильско-французские отношения. Франция, ранее бывшая основным поставщиком современных вооружений для ЦАХАЛ, заняла резкую антиизраильскую позицию и наложила эмбарго на продажу французского оружия в регион, по большей части направленное на Израиль. Де Голль осудил Израиль, заявив на пресс-конференции в 1967 г., что евреи «всегда были народом-элитой, самоуверенным и доминирующим». Глава Французской коммунистической партии Бенуа Фрашон писал о праздновании Израилем победы в 1967 г.: «балом правил Сатана».
Французская пресса стала резко критиковать политику Израиля, часто оправдывая, замалчивая или воспринимая «с пониманием» действия враждебных ему террористических организаций. Газета Le Monde особенно часто подвергалась критике за такой подход, например, за частичное оправдание палестинца Серхана Серхана, совершившего убийство Роберта Кеннеди, симпатиями жертвы к Израилю; за сравнение Галахи и Нюрнбергских законов из-за традиционного определения еврея как родившегося от еврейской матери, и т. д. В академической и журналистской среде Франции было нормализовано сохранившееся до сих пор и оскорбительное для большинства евреев сравнение Израиля с Третьим Рейхом, еврейства/иудаизма — с нацизмом, а врагов Израиля, включая вооружённых террористов — с жертвами Холокоста. Отношения между Францией и Израилем начали теплеть только с избранием президентом в 1981 г. Франсуа Миттерана, навестившего Израиль в 1982 г. и произнесшего речь перед Кнессетом.

### Террористический акт возле синагоги в Париже
3 октября 1980 г. в синагоге на улице Коперник в Париже, Франция, произошёл взрыв. В результате этого теракта четыре человека погибли и 46 получили ранения. Взрыв произошел вечером незадолго до начала Шаббата, во время еврейского праздника Симхат-Тора. Это было первое смертельное нападение на евреев во Франции после окончания Второй мировой войны. Ответственность за это взяла на себя Федерация национального и европейского действия (FANE), но позже следствие пришло к выводу, что ответственность, вероятно, лежит на пропалестинских группировках. Один из террористов, член подразделения НФОП, палестинец с двойным гражданством Ливана и Канады, Хасан Диаб, был лишь в 2023 г. приговорен к пожизненному заключению, но заочно, так как скрылся в Канаде.

### Теракт в еврейском ресторане в Париже в 1982 г.
9 августа 1982 г. Организация Абу Нидаля совершила теракт в еврейском ресторане «У Джо Гольденберга». Нападавшие бросили в ресторан гранату, затем ворвались внутрь и открыли огонь из автоматов. Были убиты 6 человек, в том числе 2 гражданина США, а ранены ещё 22. Позже отмечалось, что это были «самые тяжелые потери, понесенные евреями во Франции со времен Второй мировой войны». После теракта глава французской контрразведки Ив Бонне заключил, по собственному признанию, следующую договорённость с палестинскими террористами: «Я больше не хочу терактов на территории Франции. Взамен я вам разрешу приезжать во Францию и гарантирую, что с вами ничего не случится».
Хотя Организация Абу Нидаля подозревалась в теракте долгое время, подозреваемые из этой группы были окончательно идентифицированы только через 32 года. Франция смогла добиться экстрадиции лишь одного из них, Валида Абдулрахмана Абу Заида, переданного французской полиции Норвегией в декабре 2020 г. По состоянию на март 2021 г. он находился во французском следственном изоляторе.

### Осквернение еврейского кладбища в Карпантре в 1990 г.
10 мая 1990 г. было осквернено еврейское кладбище в Карпантре. Это вызвало общественный резонанс и демонстрацию протеста в Париже, в которой приняли участие 200 000 человек, в том числе президент Франции Франсуа Миттеран. После нескольких лет расследования 2 августа 1996 г., пять человек, в том числе трое бывших членов ультраправой экстремистской Французской и европейской националистической партии, признались в совершении преступления. 5 июня 1990 г. французские власти запретили журнал этой партии Tribune nationaliste.